# Argopericonia elegans
Argopericonia elegans är en svampart som beskrevs av B. Sutton & Pascoe 1987. Argopericonia elegans ingår i släktet Argopericonia, divisionen sporsäcksvampar och riket svampar.   Inga underarter finns listade i Catalogue of Life.